# Belezna
Belezna là một thị trấn thuộc hạt Zala, Hungary. Thị trấn này có diện tích 30,93 km², dân số năm 2010 là 825 người, mật độ 27 người/km².